# 台中市公車200路
台中市公車200路目前行駛自亞洲大學到新民高中，由原100路（豐原－亞洲大學安藤館）裁切而成，並成為201路（亞洲大學－新民高中），2022年7月1日配合幹線公車通車，路線改為200路，為中興幹線。路線大部分行駛於大里區中興路及霧峰區中正路，亦是臺中市公車中最密集也是旅客數最多的路線之一，途中經過許多重點學區、百貨商圈，為台中市公車重要路線之一。

## 歷史
- 1975年：台中客運為加強市中心與郊區往來，闢駛100路公車，行駛潭子加工出口區=省議會，連結台中兩大政治與經濟中心。與豐原客運、公路局重疊路廊，一闢駛即為台中市重要路線之一，運量第一多的公車路線。之後14路公車也重疊潭子加工出口區=綠川西站。
- 2009年6月1日：原編號100改為6100，因公路客運路線編號統一改為四碼。
- 2011年2月14日：移撥為台中市公車100，原為公路客運6100。
- 2012年9月24日：於尖峰時刻增開區間車（台中火車站－亞洲大學）及（亞洲大學－國立臺中科技大學）。
- 2012年10月1日：潭子加工區之端點延駛至豐原陽明市政大樓。
- 2012年10月20日：豐原端點由陽明市政大樓改至圓環東安康路口，原自強南街「陽明市政大樓」、陽明街「陽明自強南街口」之路段及站位取消。
- 2013年1月1日：圓環東安康路口之端點延駛至北陽停車場，並分經豐東路(主線)及經豐原大道(副線)兩線行駛。
- 2013年10月28日：一名台中客運葉姓司機駕駛臺中市公車100路，行經南門橋頭站時，因搶快而撞死一名女高中生。[1]
- 2014年9月1日：100路區間車（902）停駛。[2]
- 2014年9月15日：新增「中山祥和路口」站位。
- 2015年2月24日：增開100路區間車（中山路一巷口→亞洲大學）。[3]
- 2015年3月1日：主線與副線之「第一信用」撤站並併入「彰化銀行（臺灣大道）」。[4]
- 2015年7月1日：主線、副線及區間車皆由「亞洲大學安藤館」延駛至「新厝路550巷口」。[5]
- 2015年8月31日：100區（中山路一巷口→亞洲大學）停駛。
- 2015年12月31日：主線與副線將「光復新村」更名為「坑口里（光復新村）」。
- 2016年3月1日：主線與副線將「潭子」更名為「潭子國小」。[6]
- 2016年10月29日：配合臺中鐵路高架化第二階段工程站前廣場改建，往亞洲大學方向之臺中火車站站位遷移至臺灣大道之諾貝爾書局對面。[7] [8]
- 2017年4月1日：主線與副線增設「北屯文心路口」。[9]
- 2017年6月1日：主線與副線將「霧峰郵局」更名為「霧峰郵局（明台高中）」。[10]
- 2017年8月1日：主線與副線將「兒童藝術館（中興路）」更名為「纖維博物館（中興路）」。[11]
- 2017年8月24日：經由屢次分析，考量自北至南搭完全程之旅客數極少，多數中途即下車，交通局決定將100路路線裁切為201路「亞洲大學—新民高中」、901路「豐原—豐東路－明德高中」及901副「豐原－豐原大道－明德高中」，[12] [13]100路營運歷時42年後走入歷史。
- 2018年7月1日：亞洲大學端延駛至「柳豐路（亞大醫院）」。[14]
- 2022年7月1日：配合幹線公車通車，路線改為200路中興幹線「亞大醫院－新民高中」，原200路改為200路跳蛙公車「亞大醫院－臺中女中」。

## 路線基本資料
單程行車里數約16.0公里，單程行車時間50分鐘。往新民高中（健行路）共48站，往柳豐福新路口共50站。
自柳豐福新路口起，沿霧峰區柳豐路、中正路；大里區中興路一段～二段、南區台中路；中區建國路、臺灣大道一段、三民路二段；北區三民路三段、崇德路一段、健行路到新民高中。

### 時刻表
- 亞洲大學：05:00-22:30
- 新民高中：05:40-23:30
- 平日
  - 尖峰：每10分鐘一班
  - 離峰：每15分鐘一班
- 例假日
  - 每20分鐘一班
- 平假日夜間每30分鐘一班

### 停站
- 路線圖更新時間為2024年4月21日。

### 收費
- 依里程計費；刷電子票證10公里免費。
- 里程計費說明：
  - 基本里程：8公里。
  - 基本里程票價全票20元、半票11元。
  - 超過基本里程（8公里）計費方式：
    - 全票=[2.431 x 搭乘里程數x （1+5%營業稅）] （四捨五入）
    - 半票=[2.431 x 搭乘里程數x （1+5%營業稅）] x 50% （四捨五入）

  - 兒童、老人、身心障礙者及其陪伴者依規定半票收費。

## 照片集

### 原100路時期

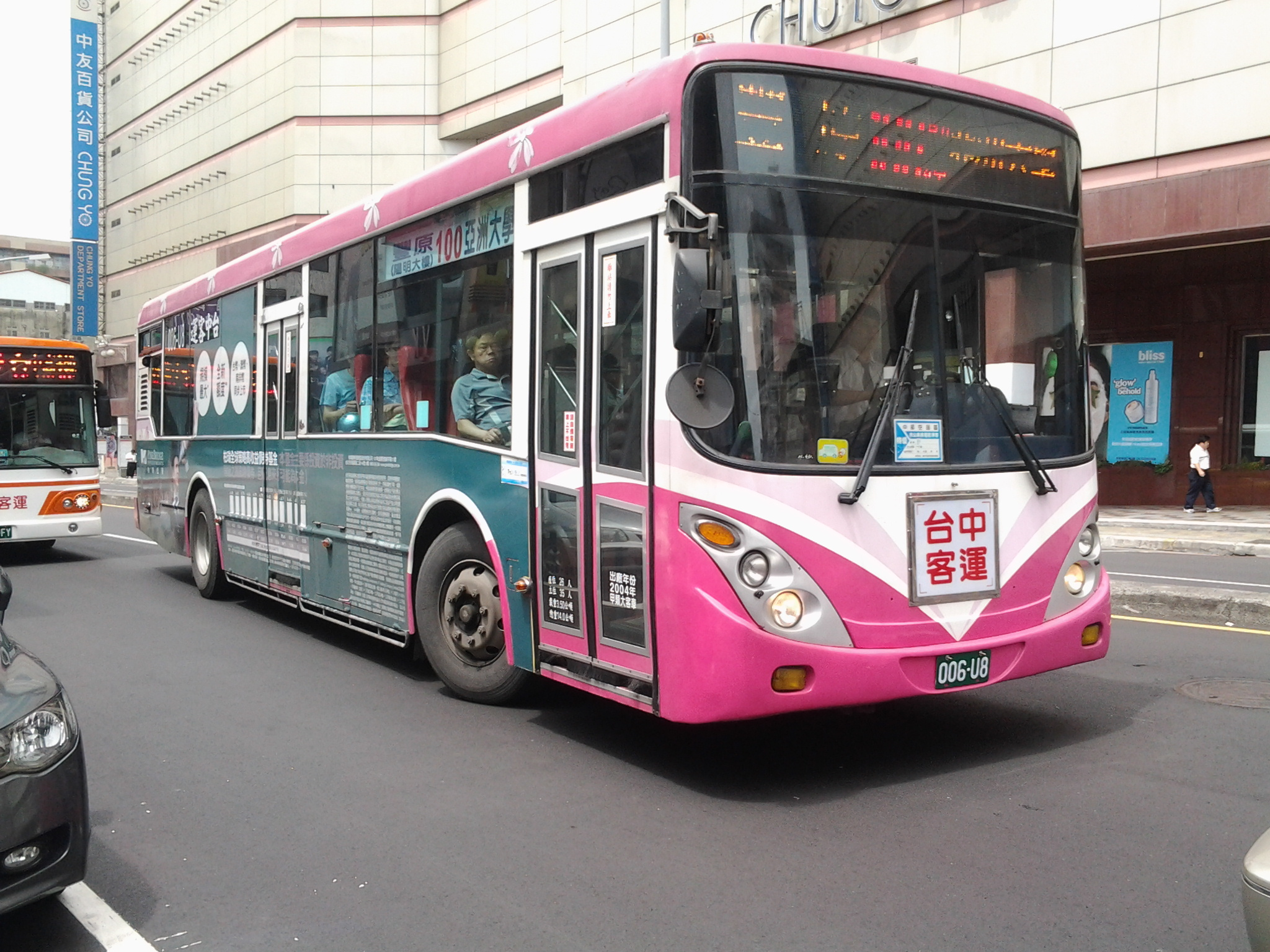
有櫻花塗裝之100路「HINO ERK2JML」
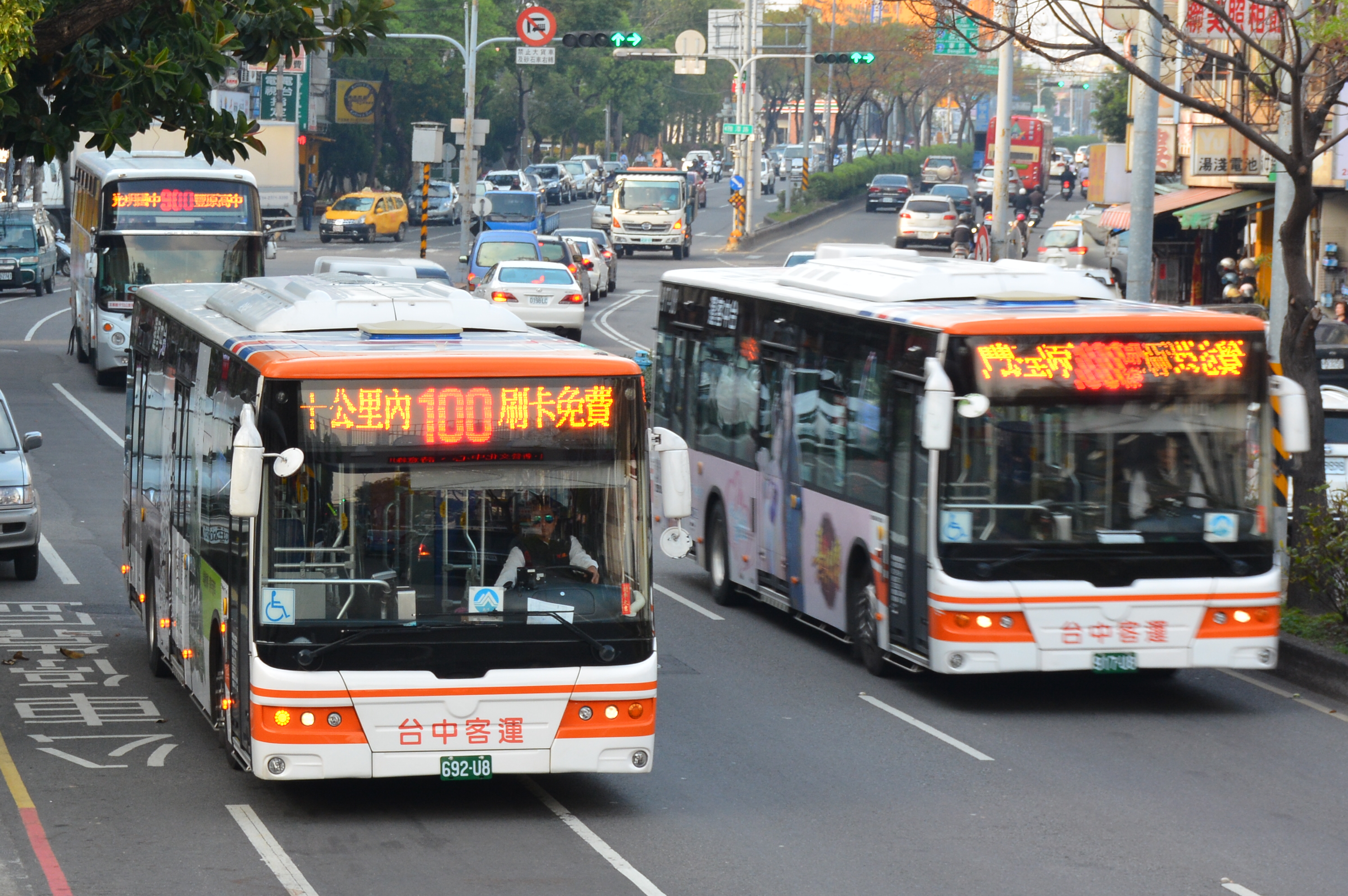
100路和100路副線
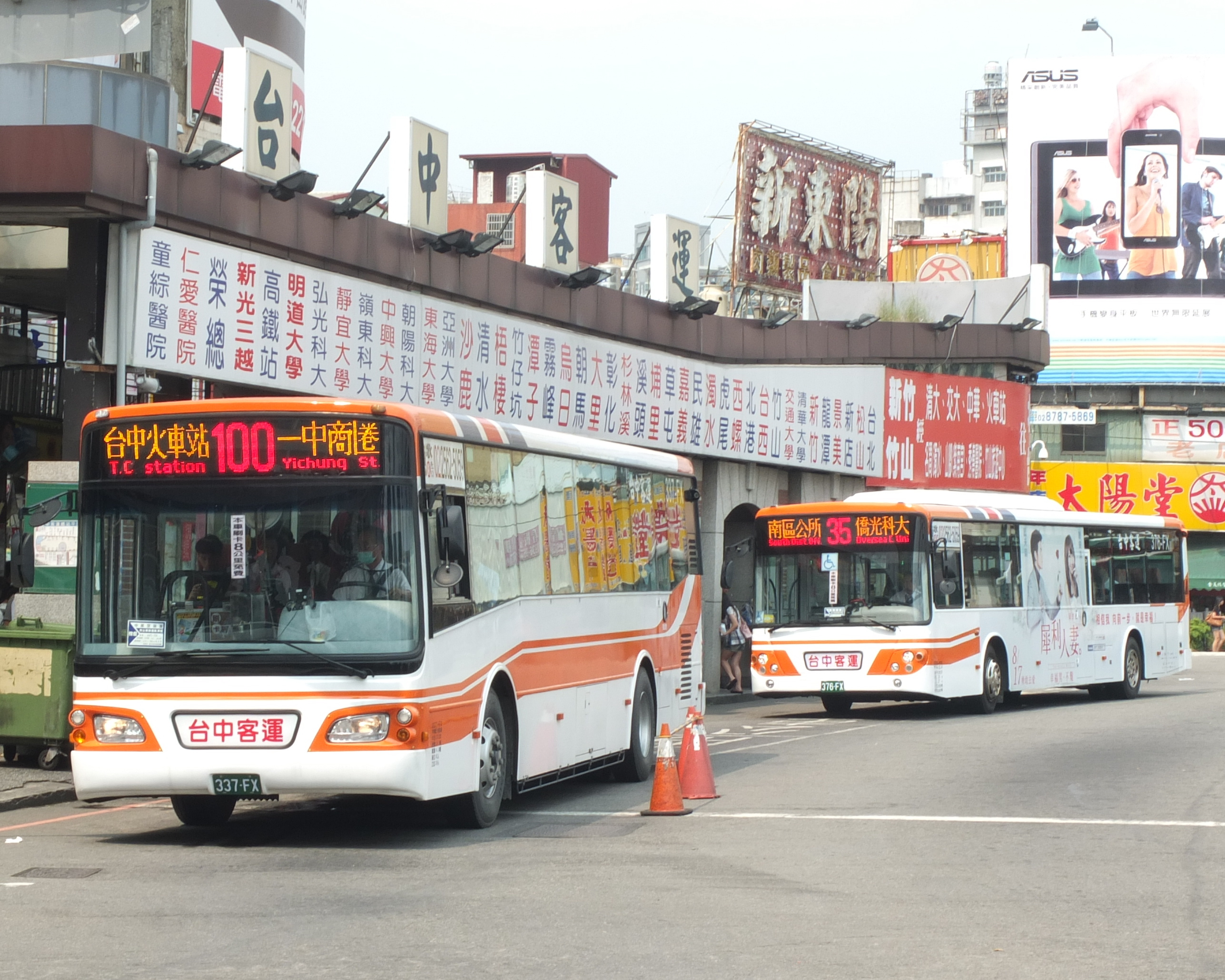
100路於舊台中客運台中車站旁的客運總站
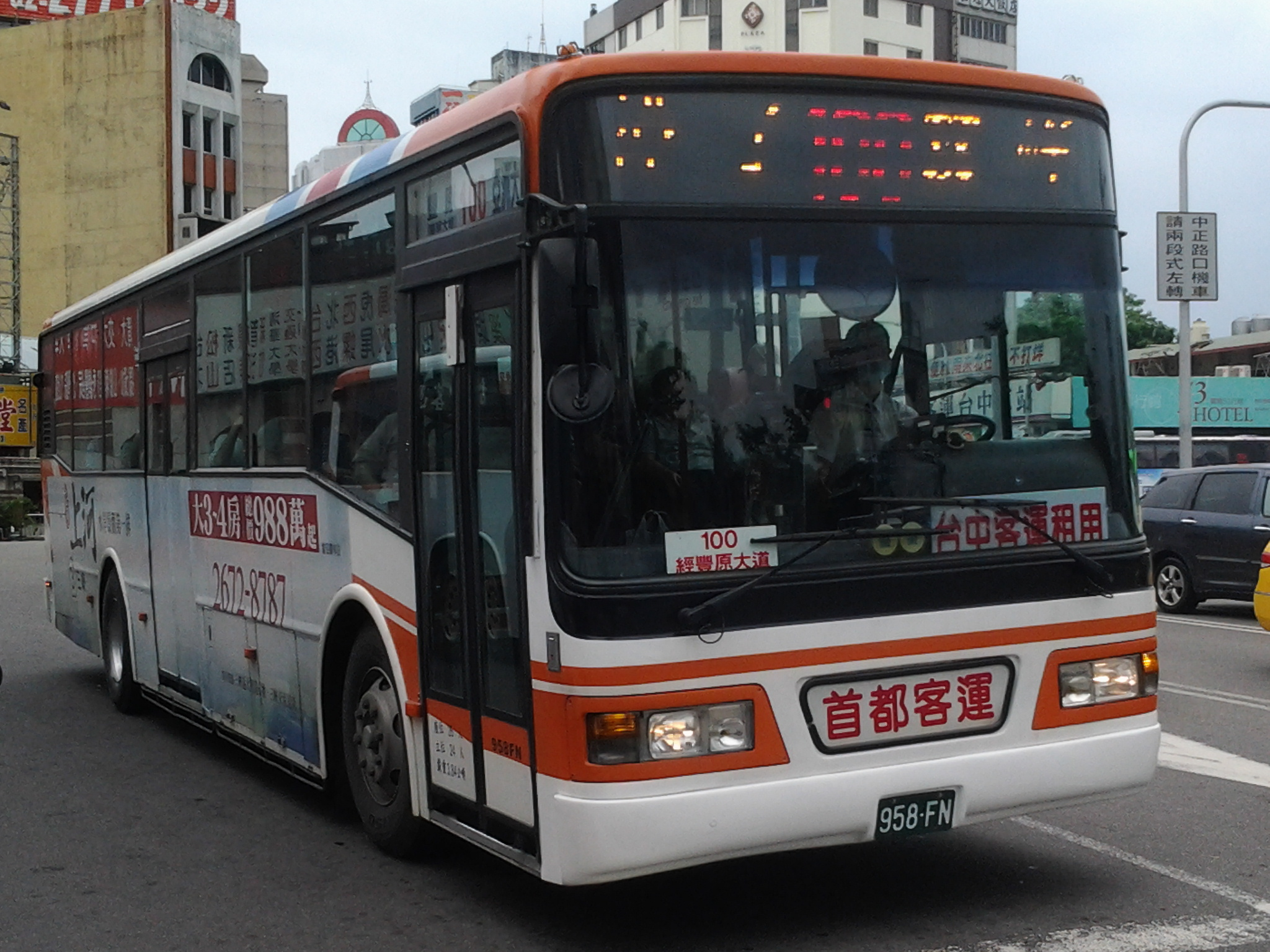
租用首都客運車輛營運的100路
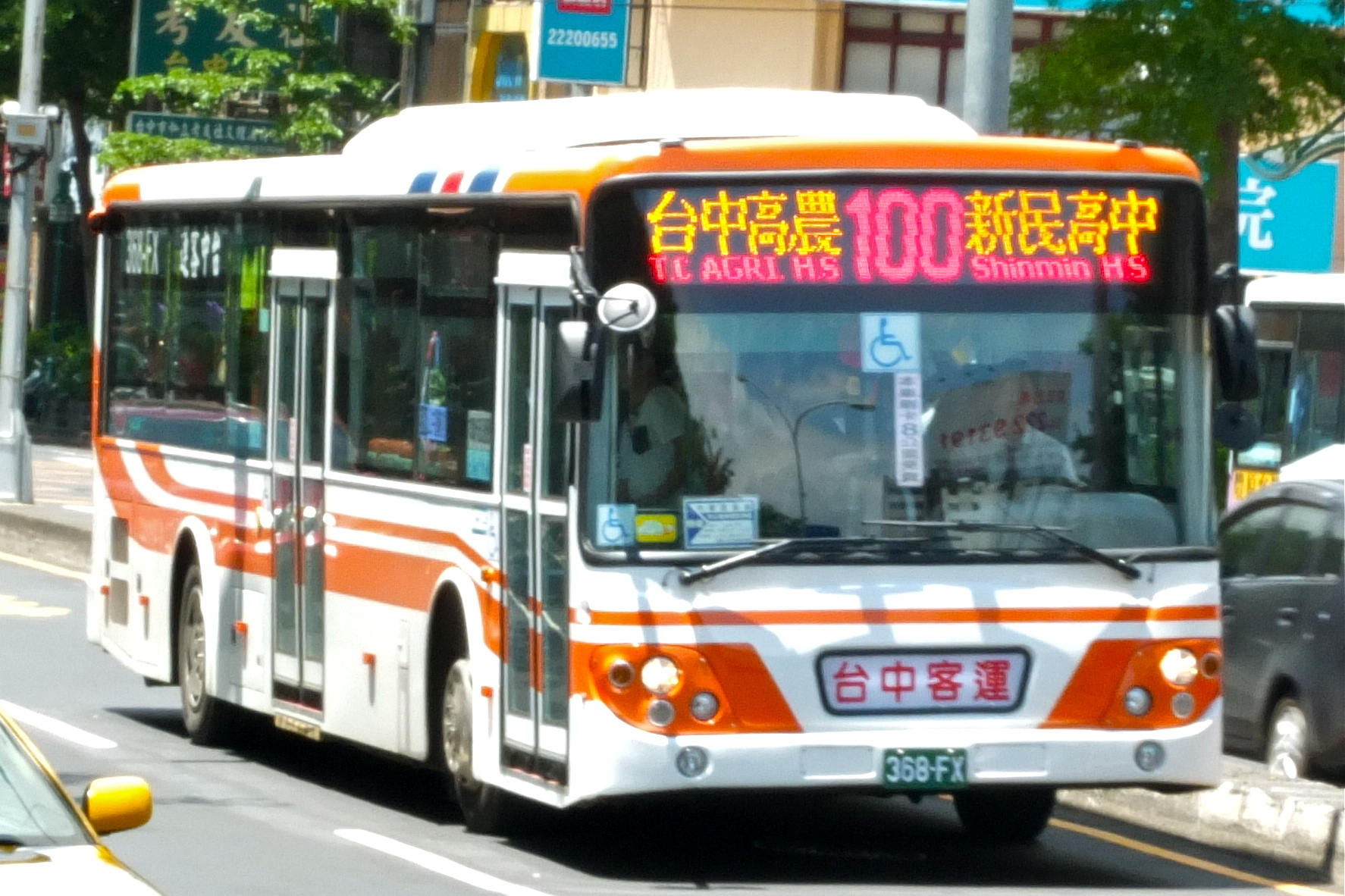
100路主要車型「DAEWOO BS120CN」
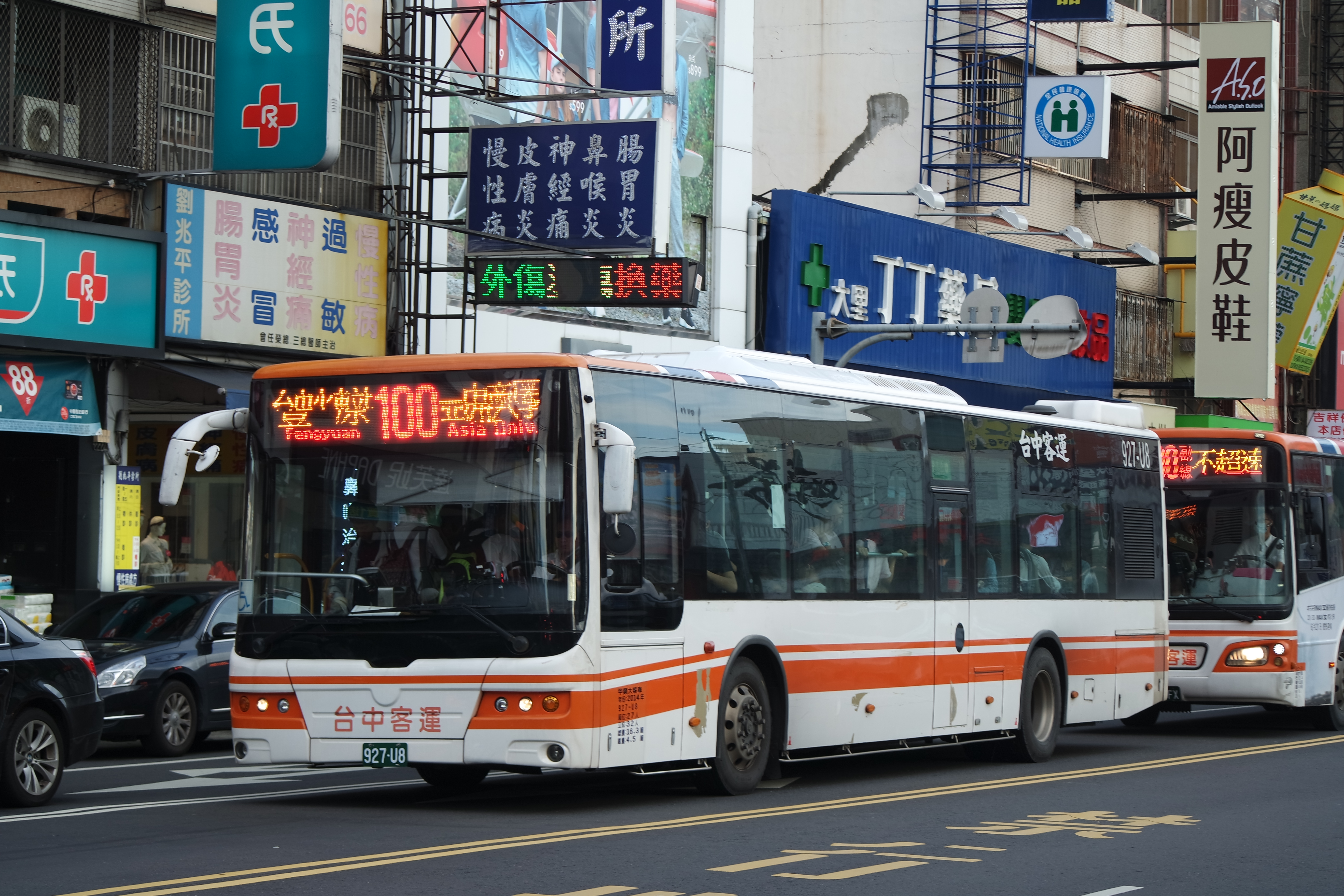
100路三門車型「金旅XML6125」
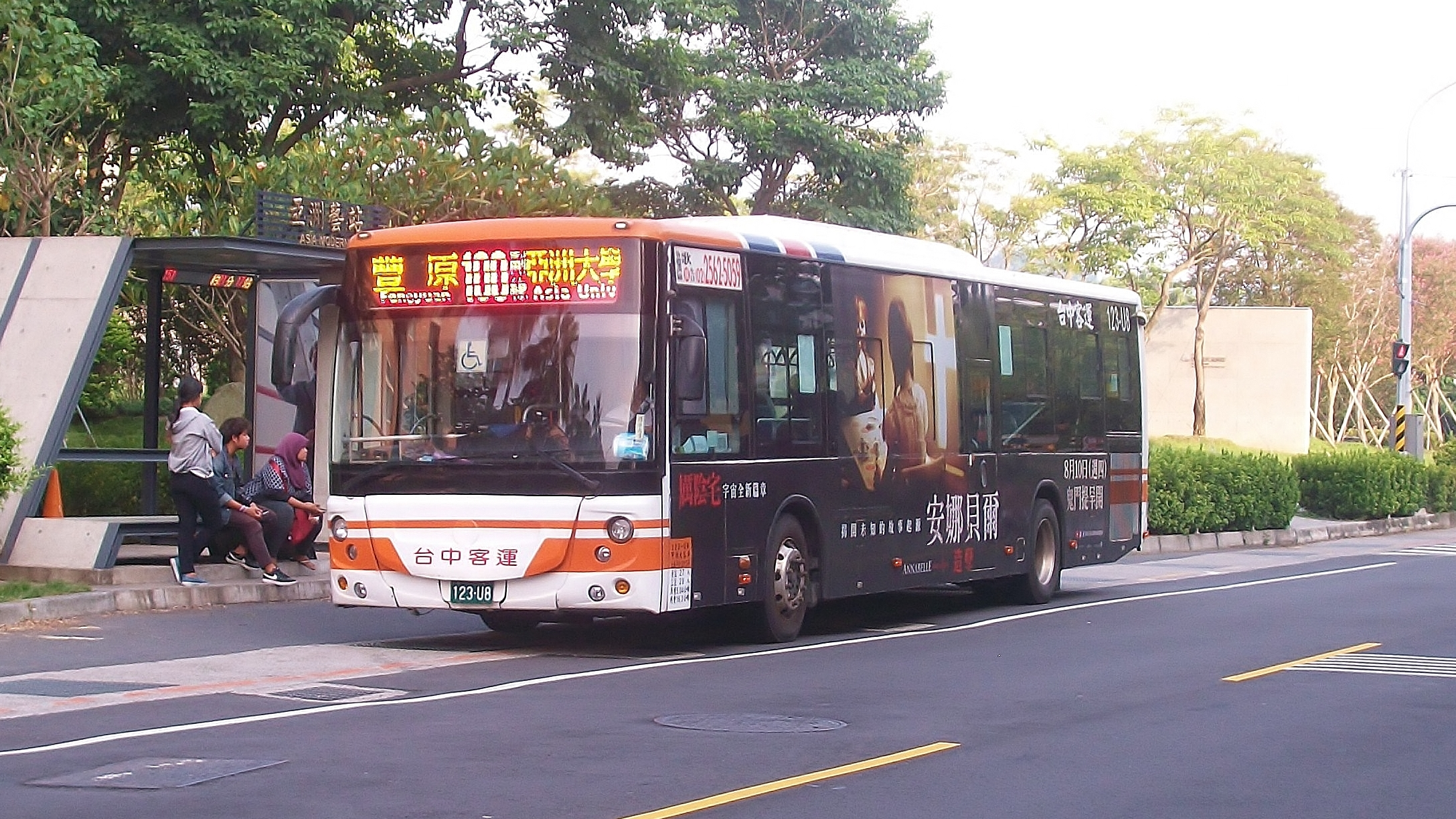
100路副線
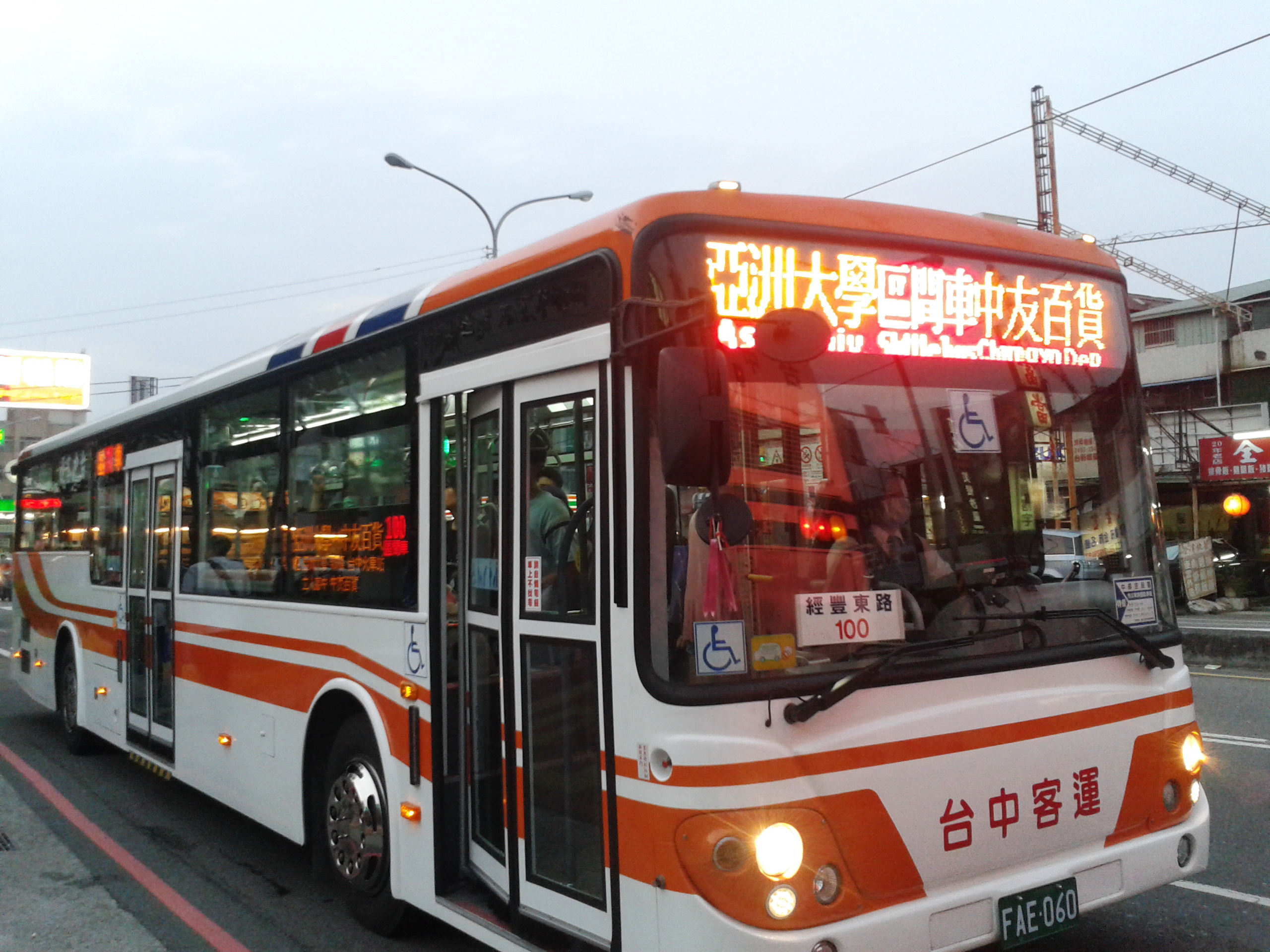
100路區間車

### 原201路時期

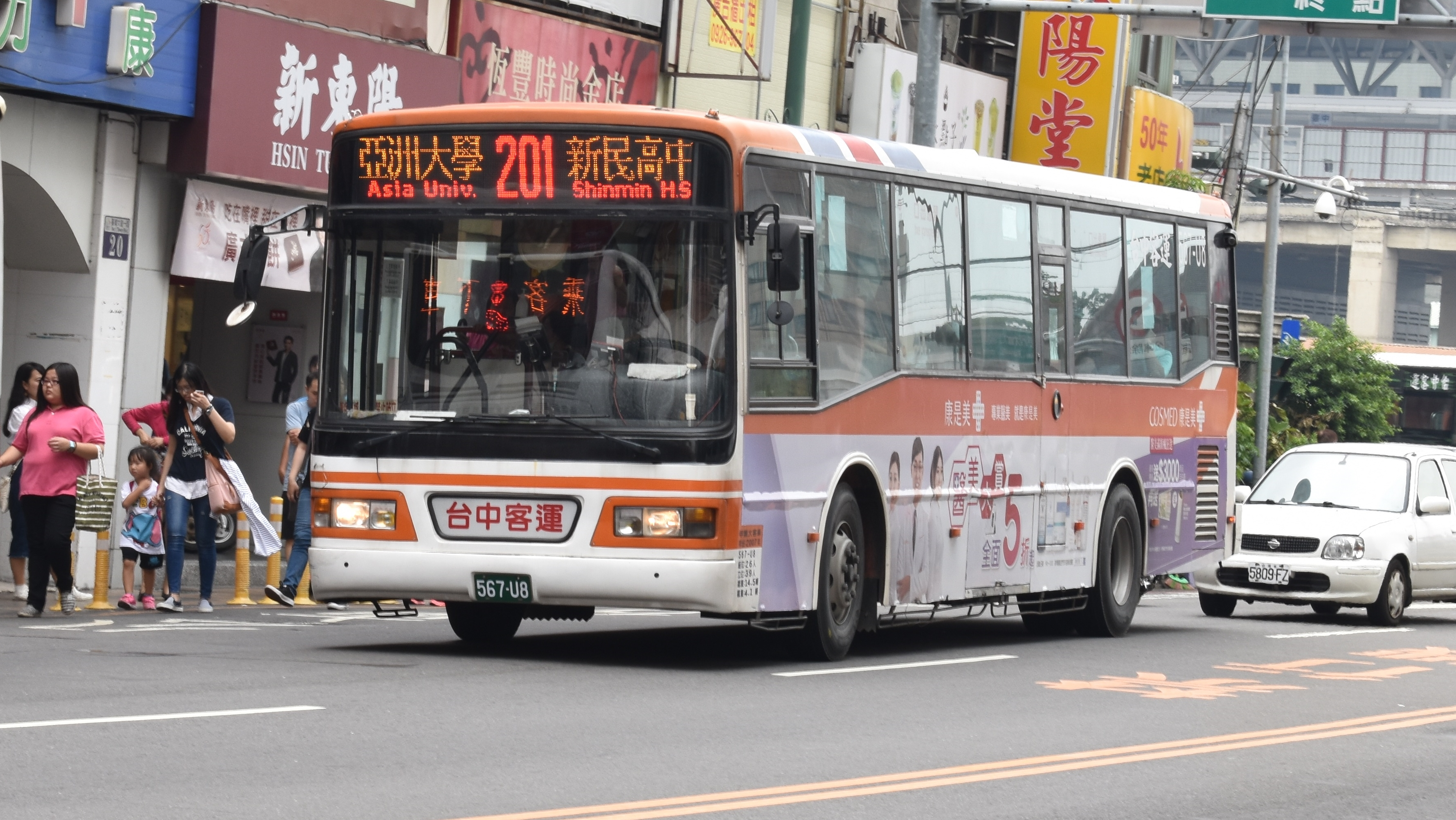
使用「HINO RK8JRSA」之原201路
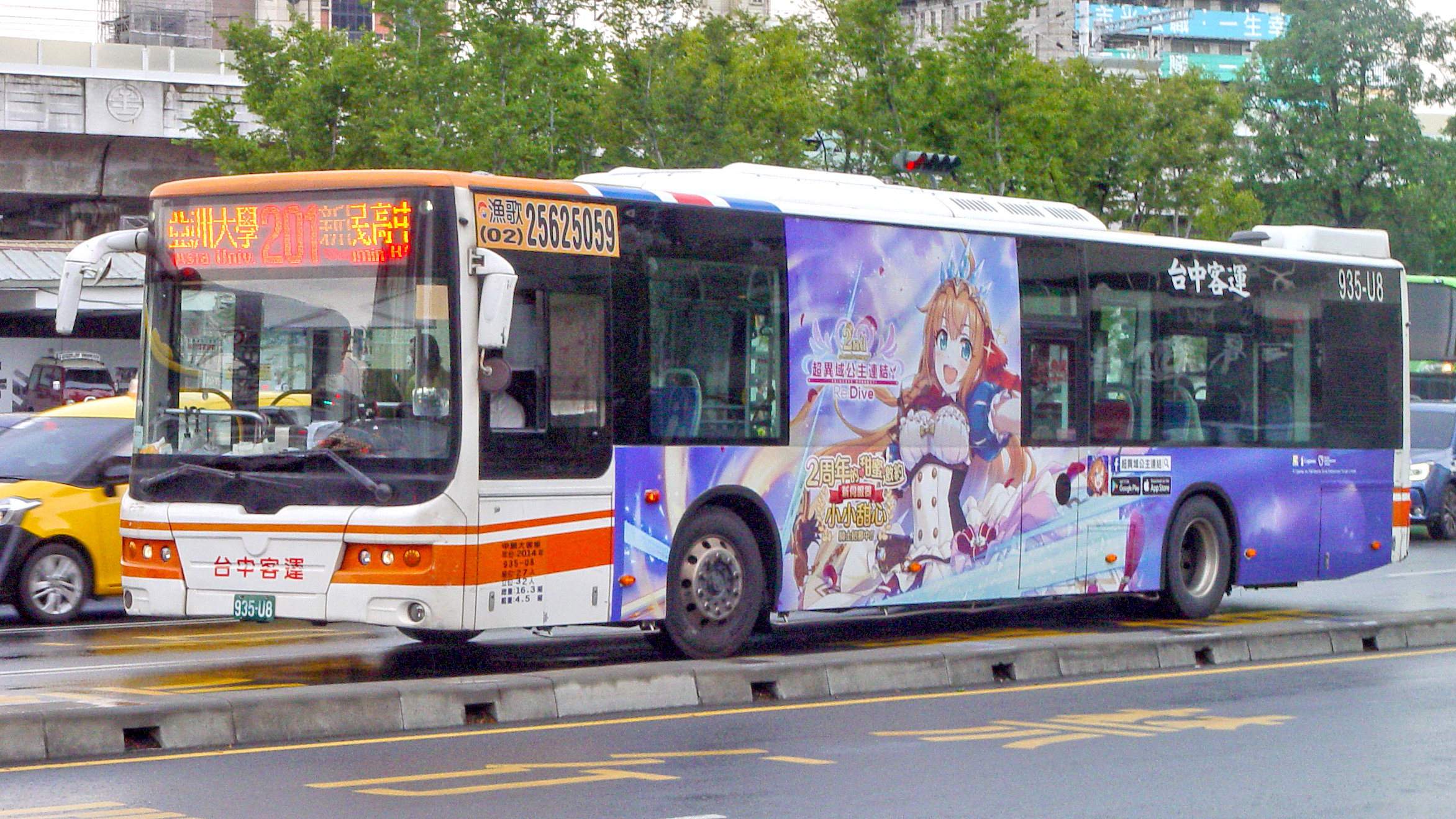
使用「金旅XML6125CL」之原201路

### 現200路時期

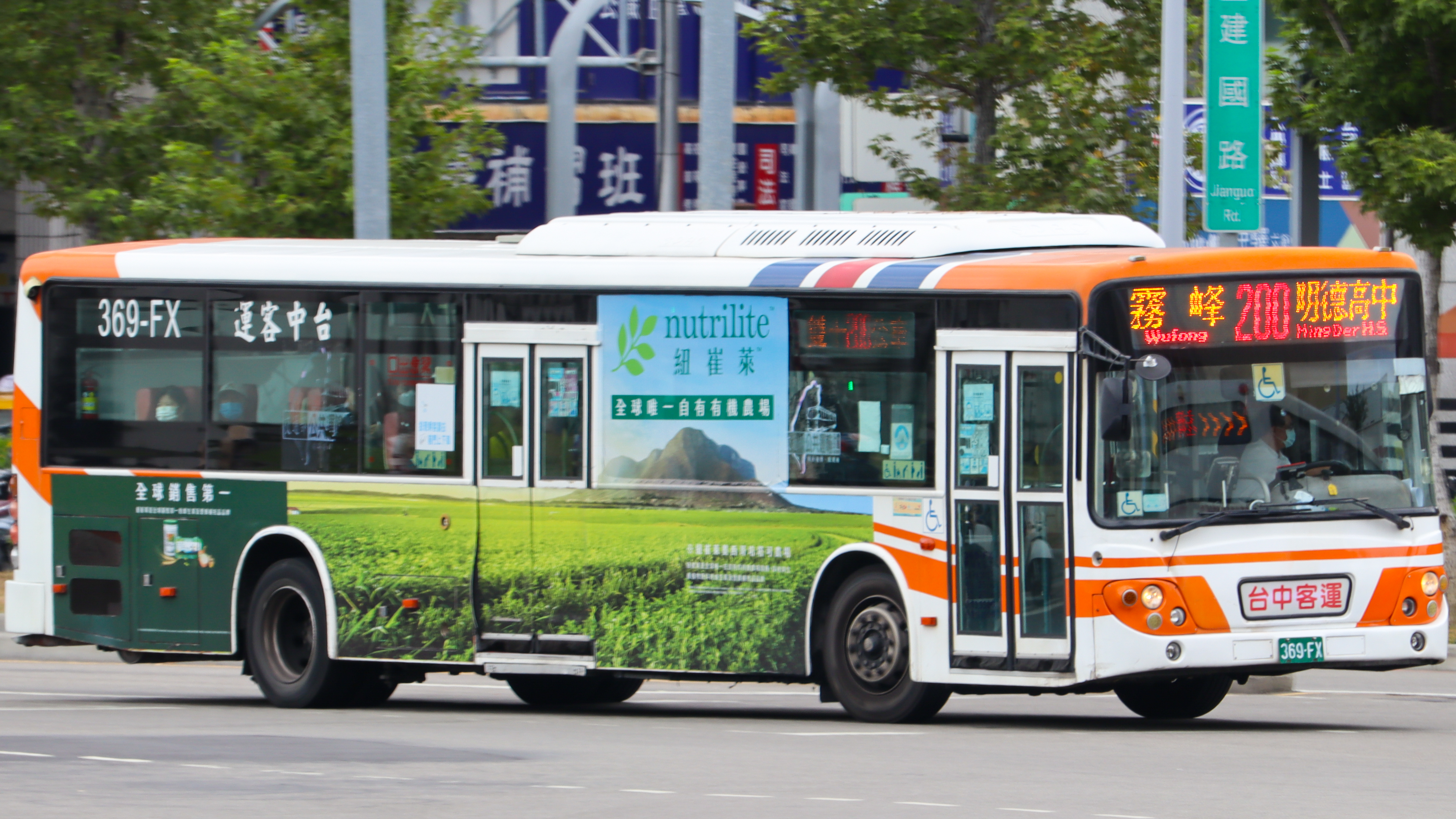
尚未引進電動車之200路-1
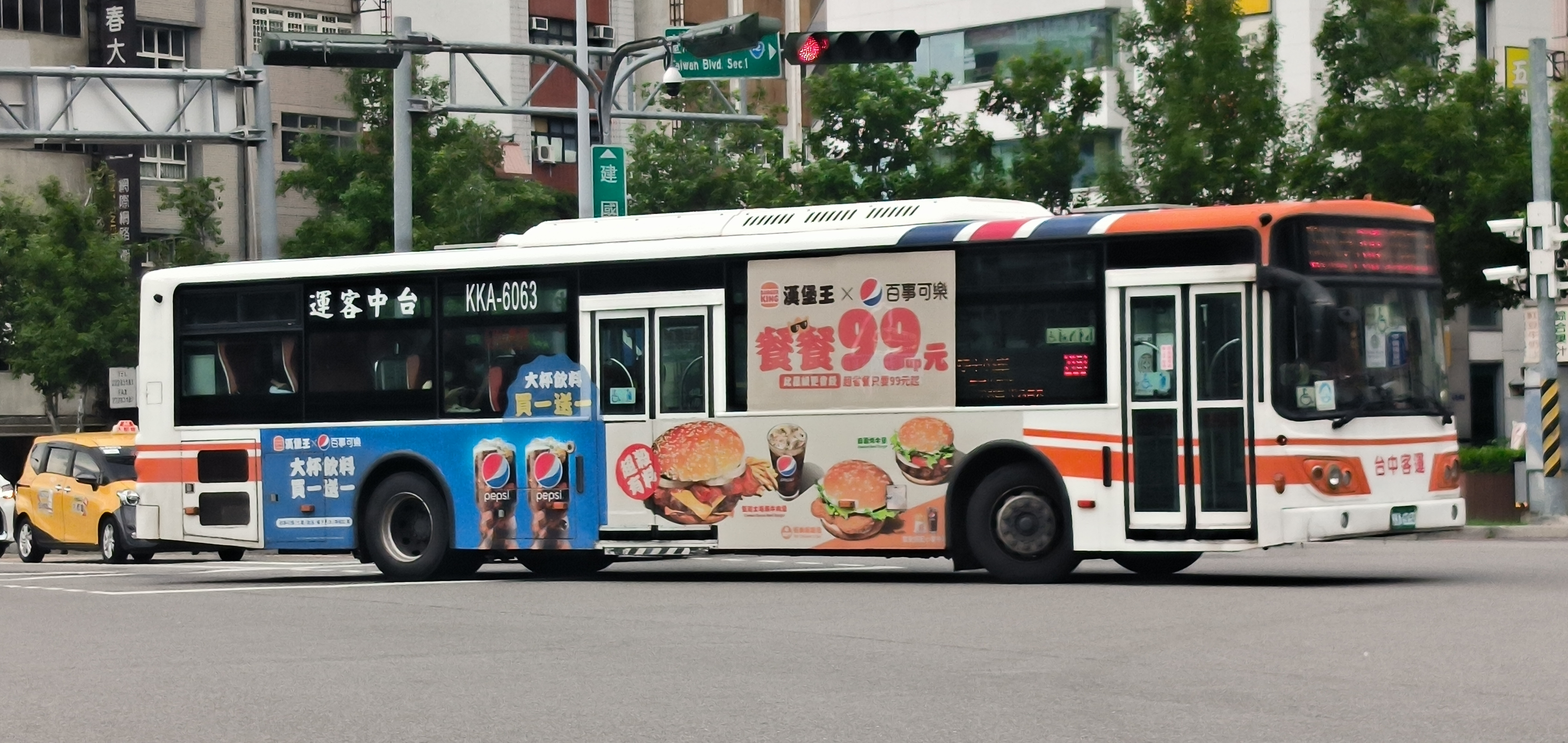
尚未引進電動車之200路-2
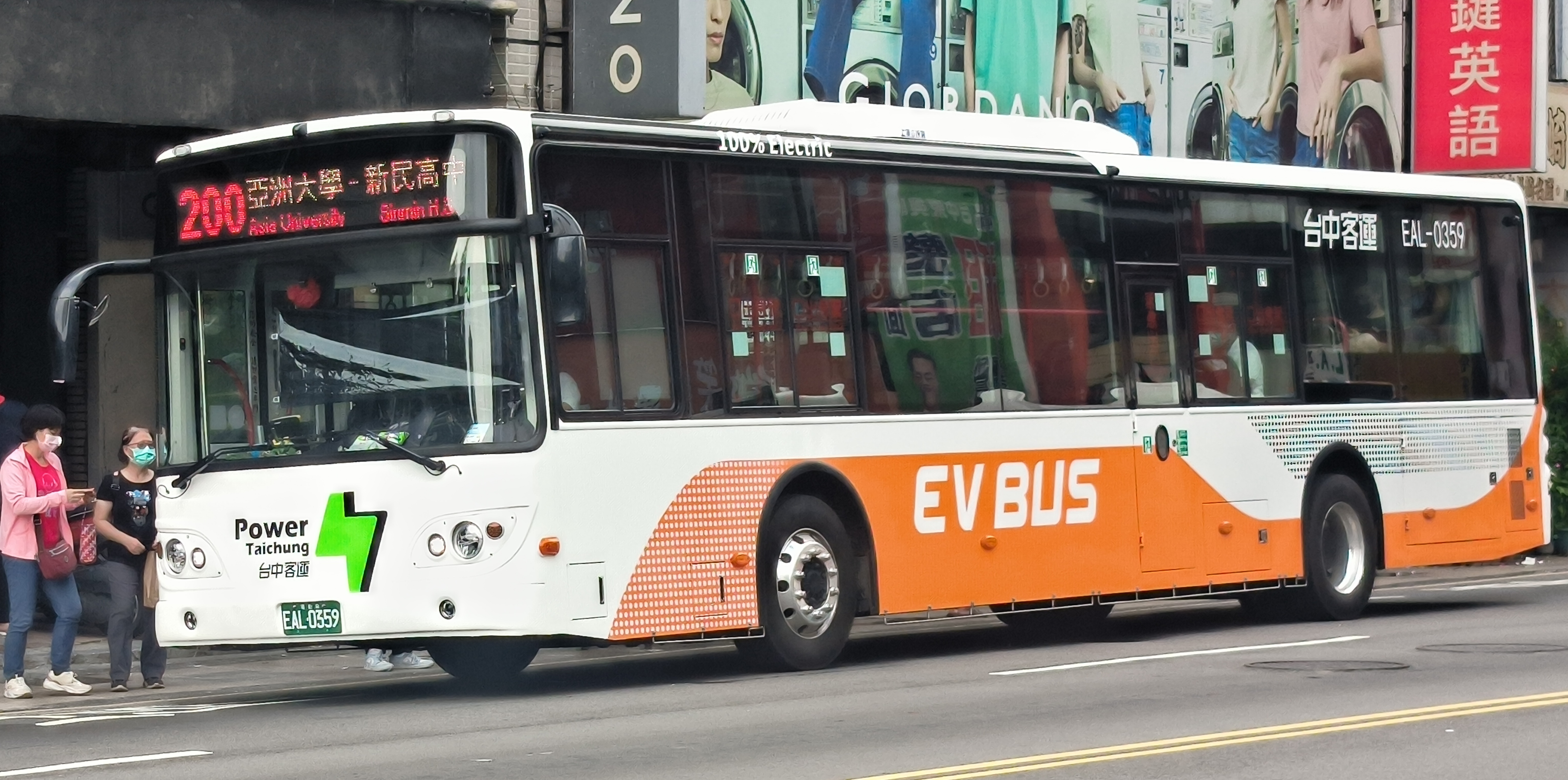
使用電動車「成運Master MB120NSE」之200路
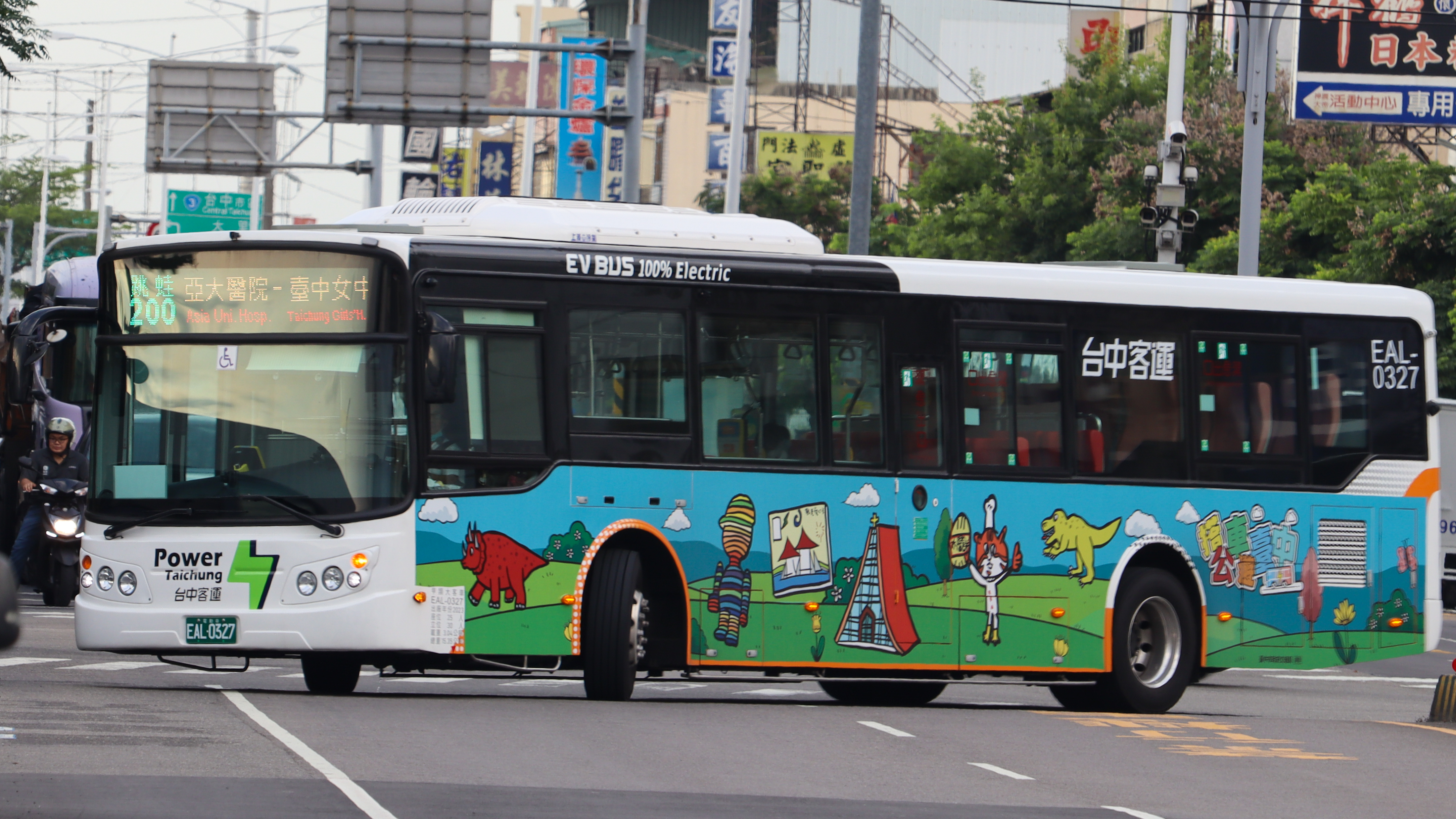
使用電動車「華德RAC RACE150」之200路跳蛙公車